# Уэллс, Ренвард
Ренвард Рикардо Уэллс (англ. Renward Ricardo Wells; род. 23 февраля 1970, Нассау) — багамский легкоатлет, специалист по бегу на короткие дистанции. Выступал на профессиональном уровне в 1986—2002 годах, победитель и призёр ряда крупных международных стартов, участник двух летних Олимпийских игр. Также известен как политик, член Правительства Багамских Островов.

## Биография
Ренвард Уэллс родился 23 февраля 1970 года в Нассау, Багамские Острова.
Впервые заявил о себе в лёгкой атлетике на международном уровне в сезоне 1986 года, когда вошёл в состав багамской сборной и выступил на CARIFTA Games в Гваделупе, где выиграл бронзовую медаль в зачёте бега на 200 метров.
Продолжал спортивную карьеру во время учёбы в Университете штата Айдахо в Бойсе, в Калифорнийском университете в Лос-Анджелесе, в Университете Орала Робертса. В составе университетских легкоатлетических команд успешно выступал на различных студенческих соревнованиях в США.
В 1995 году бежал 100 метров и эстафету 4×100 метров на чемпионате мира в Гётеборге, в обоих случаях дошёл до полуфинала.
Благодаря череде успешных выступлений в 1996 году удостоился права защищать честь страны на летних Олимпийских играх в Атланте — в индивидуальном беге на 100 метров не смог пройти дальше предварительного квалификационного этапа, тогда как в эстафете 4×100 метров остановился на стадии полуфиналов.
В 1997 году бежал 60 метров на чемпионате мира в помещении в Париже, 100 метров и эстафету 4×100 метров на чемпионате мира в Афинах.
В 1998 году в эстафете 4×100 метров завоевал бронзовую награду на Центральноамериканских и Карибских играх в Маракайбо.
В 1999 году в дисциплине 60 метров стартовал на чемпионате мира в помещении в Маэбаси, в дисциплине 200 метров дошёл до четвертьфинала на чемпионате мира в Севилье.
На Олимпийских играх 2000 года в Сиднее участвовал в программах 100 метров, 200 метров и эстафеты 4×100 метров.
В 2001 году на чемпионате Центральной Америки и Карибского бассейна в Гватемале на дистанциях 100 и 200 метров финишировал четвёртым и пятым соответственно. На чемпионате мира в Эдмонтоне в эстафете 4×100 метров дошёл до полуфинала.
В 2002 году Уэллс был уличён в нарушении анти-допинговых правил и дисквалифицирован на 2 года. На этом его спортивная карьера подошла к концу.
Впоследствии проявил себя в политике. Состоял в Партии национального развития (2008—2011), Прогрессивной либеральной партии (2011—2015), Свободном национальном движении (с 2015 года). Являлся членом Правительства Багамских Островов: занимал должности министра сельского хозяйства и морских ресурсов (2017—2018), министра транспорта и местного управления (2018—2020), министра здравоохранения (2020).